# Avoca River (Murray River)
Der Avoca River ist ein Fluss im Zentrum und im Nordwesten des australischen Bundesstaates Victoria.

## Geographie
Er entspringt am Fuße des Mount Lonarch südwestlich des gleichnamigen Ortes und fließt 270 km nach Norden durch die Städte Avoca, Charlton und Quambatook. Das Flusstal des Avoca River gehört zwar zum Murray-Darling-Becken, aber der Fluss mündet nicht in den Murray River, sondern 20 km südwestlich von ihm versickert. Nirgendwo ist der Avoca River besonders breit, schlängelt sich nach Norden und versiegt schließlich in den Kerang Lakes, einem Sumpfgebiet etwa 20 km südwestlich des Murray River, zwischen Kerang und Swan Hill.

### Nebenflüsse mit Mündungshöhen
- Glenlogie Creek – 278 m
- Number Two Creek – 238 m
- Mountain Creek – 225 m
- Cherry Tree Creek – 202 m
- Sandy Creek – 200 m
- Smoky Creek – 199 m
- Brown Hill Creek – 198 m
- Tarpaulin Creek – 190 m
- Fentons Creek – 176 m
- Campbell Creek – 170 m
- Sandy Creek – 164 m
- Yeungroon Creek 131 m
- Mosquito Creek – 109 m[1]

## Orografie

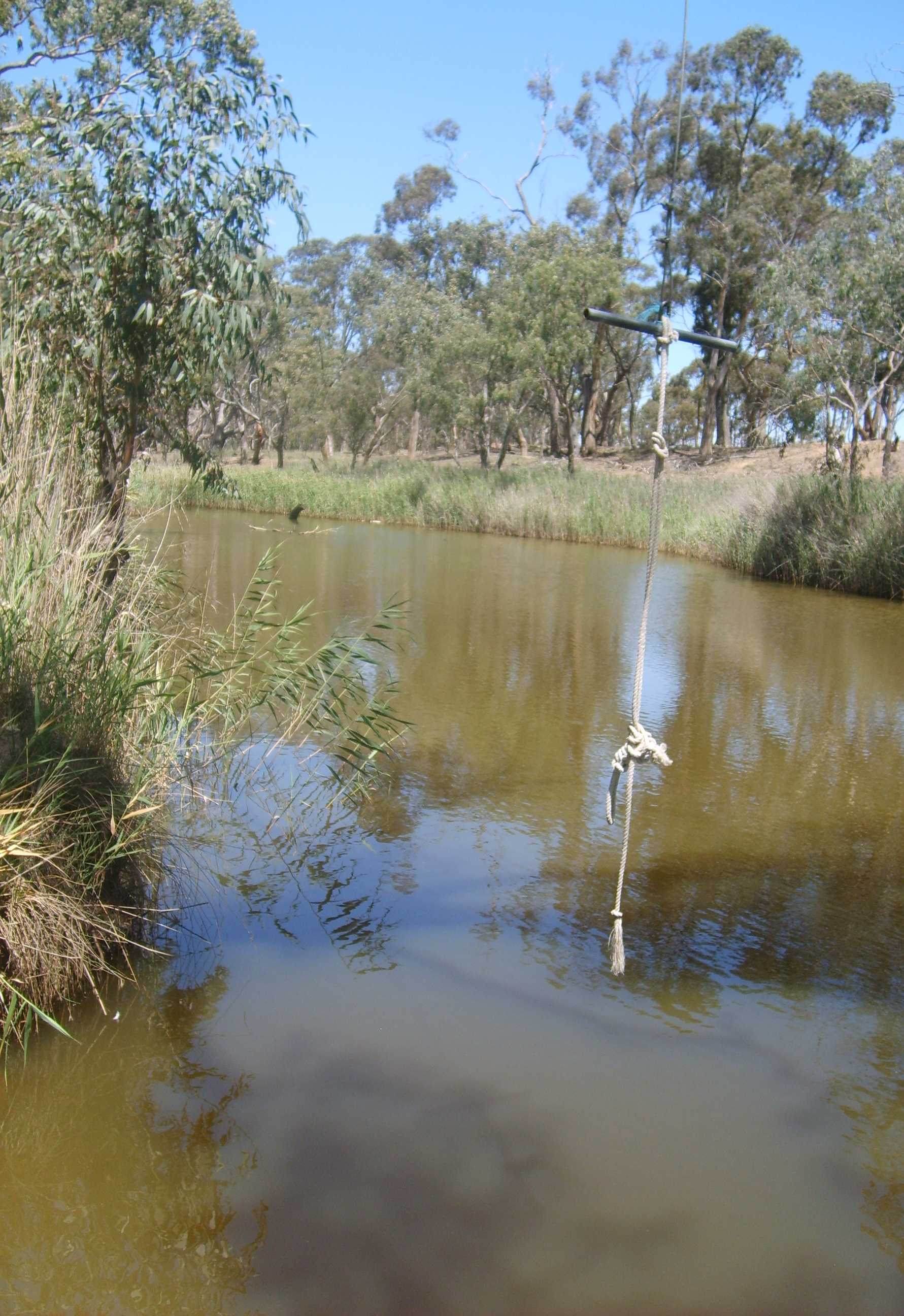
Avoca River bei Logan

Obwohl der Avoca River mit 14.000 km² ein ansehnliches Einzugsgebiet besitzt, liegt ein großer Teil davon in den nördlichen Ebenen, wo durchschnittlich nur etwa 350 mm Regen im Jahr fallen und die Fließgeschwindigkeit der Wasserläufe auf Grund des geringen Gefälles nicht sehr hoch ist. Der mittlere jährliche Abfluss über den Avoca River von 137 Mio. m³/a stellen nur 0,67 % des gesamten Abflusses aus dem Bundesstaat Victoria dar. Der größte Teil des Wassers im Avoca River kommt aus dem schmalen, oberen Teil des Einzugsgebietes, wo die jährliche Regenmenge durchschnittlich etwa 600 mm/a beträgt und der meiste Regen im Winter und im Frühjahr fällt.
Von allen Flüssen im victorianischen Teil des Murray-Darling-Beckens ist der Avoca River der, der den meisten Schwankungen unterliegt. In nassen Jahren kann der Abfluss bis zu 10-mal so hoch sein wie in dürren Jahren. Gewöhnlich ist der Fluss im Sommer und Herbst kein zusammenhängendes Gewässer mehr, sondern eher eine Abfolge von Wasserlöchern.
Obwohl der Avoca River der einzige nennenswerte Fluss in dieser Gegend ist, sind an ihm keine Stauseen gebaut worden, sondern nur sechs Wehre von eher lokaler Bedeutung.
Da in den trockenen Jahreszeiten Sommer und Herbst oft gar kein Abfluss vorhanden ist, wird der Fluss auch kaum für die Landbewässerung genutzt. Ist ein Abfluss vorhanden, dann ist der Avoca River meist zu salzig für die Bewässerung von Getreidefeldern, kann aber noch Trinkwasser für Schafe und Rinder liefern.